# Entmannsdorf
Entmannsdorf ist ein Wohnplatz der Kreisstadt Kronach im Landkreis Kronach (Oberfranken, Bayern).

## Geographie
Das einstmalige Dorf ist als Ortsstraße Entmannsdorf (B 303) im neu gebildeten Gemeindeteil Gehülz aufgegangen. In direkter Nachbarschaft befinden sich Breitenloh (östlich), Giessübel (nördlich), Brunnschrott (südlich) und Bürg (westlich).

## Geschichte
Der Ort wurde 1323/1328 im ersten bambergischen Amtsurbar erstmals urkundlich erwähnt.
Gegen Ende des 18. Jahrhunderts bestand Entmannsdorf aus 9 Anwesen. Das Hochgericht übten die Rittergüter Schmölz-Theisenort und Küps-Theisenort im begrenzten Umfang aus. Sie hatten ggf. an das bambergische Centamt Kronach auszuliefern. Die Dorf- und Gemeindeherrschaft hatte das Rittergut Schmölz-Theisenort. Grundherren waren das Rittergut Schmölz-Theisenort (4 Fronsölden, 3 Häuser) und das Rittergut Küps-Theisenort (2 Fronsölden).
Mit dem Gemeindeedikt wurde Entmannsdorf dem 1808 gebildeten Steuerdistrikt Theisenort und der 1818 gebildeten Ruralgemeinde Gehülz zugewiesen. Am 1. Mai 1978 wurde Entmannsdorf im Zuge der Gebietsreform in Bayern in Kronach eingegliedert.

### Einwohnerentwicklung
| Jahr      | 001818 | 001861 | 001871 | 001885 | 001900 | 001925 | 001950 | 001961 | 001970 |
| Einwohner | 29     | 99     | 115    | 153    | 171    | 202    | 224    | 280    | 266    |
| Häuser    | 10     |        |        | 19     | 18     | 23     | 28     | 47     |        |
| Quelle    | [ 4 ]  | [ 6 ]  | [ 7 ]  | [ 8 ]  | [ 9 ]  | [ 10 ] | [ 11 ] | [ 12 ] | [ 13 ] |

## Religion
Der Ort ist römisch-katholisch geprägt und war ursprünglich nach St. Johannes der Täufer (Kronach) gepfarrt. Seit der Gründung der Pfarrei St. Bonifatius (Gehülz) in der ersten Hälfte des 20. Jahrhunderts sind die Katholiken dorthin gepfarrt.

## Weblink
- Entmannsdorf in der Ortsdatenbank des bavarikon, abgerufen am 20. August 2021.